# 寺小屋スキー場
寺小屋スキー場(てらこやスキーじょう)は、長野県下高井郡山ノ内町にあるスキー場である。

## 概要
志賀高原スキー場の中央エリアに位置し、寺小屋峰(標高2125m)の北西山麓とその向かいにある東館山(標高1994m)の南東山麓の二つの斜面に広がる。寺小屋峰と東館山との谷間にある武衛門平(ブエモン平)と呼ばれる平坦地を利用したベース基地には宿泊施設はなく、飲食施設があるのみ。
リフト2路線、コース5本、標高1891〜2043m（標高差152m）。乾いたパウダースノーを楽しめる反面、雪がコースに定着し辛く、ウィンターシーズンでも所どころにブッシュが見えることがある。寺小屋スキー場には車などで直接アクセスすることはできず、隣接する一の瀬ファミリースキー場または東館山スキー場からアプローチできる。
主要なコースは、寺小屋峰の北西麓に広がる三本のコースで全てのコースが寺小屋クワッドリフトを利用する。三コースともに適度な中斜面でコース幅が広いことから快適に滑れるが、コースの長さに物足りなさがある。
標高2000m級の原生林を切り開いた開放的なゲレンデ。晴れた日には、北信五岳と呼ばれる妙高山(標高2454m)、斑尾山(同1381m)、黒姫山(同2053m)、戸隠山(同1904m)および飯縄山(同1917m)や、遠くは北アルプス(飛騨山脈、最高峰は奥穂高岳(標高3190m))、御岳山(標高3067m)まで見渡せる壮観な風景が見事である。
営業期間は12月下旬〜4月上旬まで。

## コース・ゲレンデ
(滑走延長、平均斜度／最大斜度)

### 初級者コース
- 連絡コース（500m、6°／6°）
  - 東館山の麓にある東館山スキー場からのアクセスとなるコース。
  - 寺小屋第1ペアリフトを使ってくり返し滑ることができる。
- 東館山連絡コース（560m、5°／6°）
  - Eternalコースの前半で左に分岐し、東館山スキー場の林間コース上部に至る連絡コース。
  - 寺小屋クワッドリフト降車場を起点として、Eternalコース上部～東館山連絡コース～東館山林間コース（東館山スキー場）～ブナ平ゲレンデ（発哺ブナ平スキー場）の約6000mの初中級者コースを滑ることができる。

### 中級者コース
- Philosophyコース（940m、16°／23°）
  - 寺小屋峰を麓にレイアウトされた三本の中級者コースのうち、山頂側から見下ろして右側にあるコース。
  - 序盤～中盤にかけては適度な中斜面が続き滑走感を楽しめるが、終盤はやや緩斜面が長く続き間延び感が否めない。
  - 風の影響が少なく、積雪量も安定しているのでブッシュは少ない。
  - 一般客に開放せずに大会や練習用のポールバーンに使われる場合がある。
  - 長野五輪以前は「寺小屋Bコース」と呼ばれていた。
- Eternalコース（820m、12°／20°）
  - 山頂側から見下ろして左側のコース。
  - 前半で東館山連絡コースが左に分岐し、後半はLIPSコースが右に分岐する。
  - 最も開放感のあるコースであるが、中盤はコース上の雪が少なくブッシュがある場合があるので注意を要する。
  - 長野五輪以前は「寺小屋Aコース」と呼ばれていた。
- LIPSコース（420ｍ、15°／30°）
  - 山頂側から見下ろして中央のコース。
  - 前半はEternalコースと重複し、コース中盤から右に分岐し、終盤でPhilosophyコースに合流する（上記滑走延長は重複部分を除いた長さ。重複部分全体では810m）。
  - Eternalコースからの分岐直後、寺小屋クワッドリフトの真下を横切る辺りで急斜面（30°）に落ち込んでいる。
  - 長野五輪以前は「寺小屋Cコース」と呼ばれていた。

### 上級者コース
- 過去には、東館山麓に存在したが現在は公式には閉鎖されている（下記参照）。

### 廃止されたコース
- 寺小屋Dコース（420m、22°／28°）
  - 東館山の南東斜面に存在した一枚バーン。
  - 山頂から見下ろして左側が非圧雪のコブ斜面（上級者コース）で、右側は中級者コースとなっていた。
  - コース脇には二本のリフトが架かっていて、くり返し滑走を楽しむことが出来た。
  - 現在もコース自体は荒れていないので、降雪後などには、スキーを担いで登る或いは寺小屋第1ペアリフトを使い降車場からアプローチすることで、新雪を楽しむことが可能。
- 一の瀬連絡コース（250m、12°／27°）
  - 東館山山頂から一の瀬ファミリースキー場（天狗コースとパノラマコースの分岐点辺り）に至る連絡コース。
  - 前半は緩斜面の林間コースであるが、終盤は狭くて急な斜面。最下部が一の瀬ファミリースキー場からの連絡コースとなっていて、左から右にスキーヤーが滑走しているため、直滑降などで下ることが禁物。そのためコブも出来やすかった。
  - 難易度は中級者コースと指定されていたが、週末等の混雑時は寺小屋スキー場随一の上級者レベルの悪コースであった。

## リフト
（距離、高低差、時間）
リフトの運営主体は、志賀高原リゾート開発。

### 営業中リフト
- 寺小屋クワッドリフト（725m、156m、3分01秒）
  - デタッチャブル方式の高速四人乗りリフト。
  - 寺小屋峰麓の中斜面に架かる唯一のリフトで、本リフトで寺小屋スキー場の大半を滑走することができる。
  - Philosophyコース、Eternalコース、LIPSコースおよび東館山連絡コースを滑走するには、このリフトを利用する。
- 寺小屋第1ペアリフト（395m、64m、4分07秒）
  - 連絡コースを繰り返し滑る場合に利用されるが、主な利用者は、降車場を起点とする一の瀬連絡コースにて一の瀬ファミリースキー場や東館山スキー場に向かうことが目的となっている。
  - 「第1」と命名されているが、比較的新しく開通したリフト（1995年頃）であり、寺小屋スキー場開業時の寺小屋第1リフトは全く別の場所に架かっていた

### 廃止・休止中リフト
- 寺小屋第1ペアリフト（450m、95m、-分-秒）
  - 寺小屋クワッドリフトが架かる以前に、ほぼ同じ位置に架設されていた。
  - 現存の寺小屋第1ペアリフトとは別の索道で、営業期間、架設場所ともに全く異なる。
- 寺小屋第2リフト（349m、89m、3分38秒）
  - 東館山麓にかつて架かっていた二つのリフトのうちの一線。
  - 寺小屋Dコースを滑走する目的で、或いは一の瀬ファミリースキー場にアクセスする目的で利用された。
  - 1995年前後に寺小屋第1ペアリフトが架設され、一の瀬ファミリースキー場へのアクセス路が変更されたことにより利用者が減り廃止された。
- 寺小屋第3リフト（250m、65m、-分-秒）
  - 寺小屋クワッドリフト上部にほぼ沿った位置にかつてあったリフト。
  - 廃止された旧寺小屋第1ペアリフトから乗り継いでスキー場最上部に至ることが出来た。
  - 寺小屋クワッドリフトの架設に伴い、第1ペアリフトとともに廃止された。
- 寺小屋第4ペアリフト（335m、86m、3分29秒）
  - 東館山麓にかつてあったリフト。
  - 山麓側から見上げて左側に第2リフト、右側に第4リフトが架かっていた。
  - 寺小屋第2リフトが廃止された後も、数シーズンは営業を続けていたが、最終的にはスキーブームの終焉による利用者減少と経費削減の観点から廃止された。

### 料金
2020～2021シーズンの中央エリア限定リフト料金(消費税及び地方消費税込み)は以下の通りである。
志賀高原18スキー場共通リフト券については志賀高原スキー場を参照のこと。
| 券種    | 大人  | 小学生以下 | 備考               |
| ------- | ----- | ---------- | ------------------ |
| 4時間券 | 4,500 | 2,300      | 期間:12/21～3/31。 |
| 1日券   | 5,000 | 2,500      | 期間:12/21～3/31。 |
| 1日券   | 3,900 | 2,000      | 期間:OPEN～12/20   |
| 1日券   | 4,100 | 2,000      | 期間:4/1～CLOSE    |

## 施設・サービス

### 飲食施設
寺小屋クワッドリフト乗車場の傍らにあるベース施設に唯一レストランがある。施設内にはその他、土産物店、休憩所、トイレが併設されている
- レストハウス寺小屋
  - カフェテリア方式のレストラン。テラス席があり晴れた日には寺小屋スキー場を眺めながら優雅なランチや喫茶を楽しむことができる。

### 宿泊施設
寺小屋スキー場には宿泊施設はない。一の瀬地区、高天ヶ原地区、または発哺温泉地区のホテルや旅館を利用する必要がある。

## トレッキング
（全長、標高差、所要時間）
東館山ゴンドラリフトの降車駅を起点として寺小屋スキー場脇を登るトレッキングコースが二つある。
- 岩菅山登山コース（約18.5km、約700m、約7時間30分）
  - 寺小屋峰（標高2125m）を経由して岩菅山（同2295m）まで、或いはその先にある志賀高原最高峰の裏岩菅山（同2341m）を往復するコース。
  - 途中には高山植物や原生林の登山道があり、景色も見事である。
  - 東館山ゴンドラリフトの東館山頂駅から、冬季には東館山連絡コースとなる尾根線沿いの山道を直登する。その先は標高2000～2050mの小さな尾根を幾つか縦走して岩菅山に至る。
  - 岩菅山、或いは裏岩菅山で引き返すトレッカーが殆どであるが、更に北上して下水内郡栄村の切明温泉や秋山郷に向かう健脚なアルピニストもいる。
- 赤石山登山コース（約11.5km、約549m、約5時間）
  - 東館山頂駅を起点にして、暫くは岩菅山登山コースと重複する。寺小屋峰を過ぎて400m程進んだ三叉路「金山沢の頭（標高2133m）」にて左に進めば岩菅山、右に進めば稜線の登山道を2.5km程歩いて赤石山（標高2108m）に至る。
  - 烏帽子のようにそびえ立つ赤い巨岩の山頂は、この山が赤石山と呼ばれる所以である。西には大沼池の美しいブルーの水面が美しく光る。また志賀高原の全景が眺めることができる。
  - 山頂からは、西に下って大沼池に至るコース、南下し鉢山（標高2041m）を経由して横手山（同2307m）に至るコース、東に進み尻焼温泉或いは野反湖キャンプ場に至るコースがある。
  - 山頂は群馬県境になっていて、南と東への登山道は県境沿いを歩くことになる。

## 交通
寺小屋スキー場に車で直接アクセスすることはできない。

### 道路
奥志賀林道を使って、一の瀬ファミリースキー場あるいは東館山スキー場等の駐車場にアクセスし、そこからリフトやスキー滑走により寺小屋スキー場に辿り着くことができる。

### 公共交通機関
長野電鉄長野線の湯田中駅前から長電バス奥志賀高原線で「発哺温泉」停留所あるいは「一の瀬スキー場」停留所下車。
東日本旅客鉄道北陸新幹線および信越本線の長野駅東口バス広場、或いは東日本旅客鉄道北陸新幹線および飯山線の飯山駅千曲川口バス広場から長電バス急行志賀高原線で「発哺温泉」停留所あるいは「一の瀬スキー場」停留所下車。